# می ساتون
 می ساتون (انگلیسی: May Sutton؛ زاده ۲۵ سپتامبر ۱۸۸۶ درگذشته ۴ اکتبر ۱۹۷۵) یک تنیس‌باز اهل ایالات متحده آمریکا بود.